# شهرستان استپاناوان
شهرستان استپاناوان (ارمنی: Ստեփանավանի շրջան) یکی از سی و هفت شهرستان در تقسیم‌بندی جمهوری شوروی سوسیالیستی ارمنستان بود. مرکز این شهرستان استپاناوان بود. طبق سرشماری سال ۱۹۸۷ میلادی جمعیت آن بالغ بر ۳۶٬۵۰۰ تن و مساحت آن ۶۳۶٫۵ کیلومتر مربع بود. 

## مناطق مسکونی
- آگاراک، لوری
- گارگار، ارمنستان
- گیولاگاراک
- لجان
- لوری برد، لوری
- کاتناغبیور، لوری
- آمراکیتس
- کوغس
- اوراسار
- کورتان
- هوباردزی
- هوونانادزور
- بووادزور
- یاغدان
- پوشیکنو، ارمنستان
- سوردلوف، ارمنستان
- واردابلور (لوری)
- اوروت

## نگارخانه

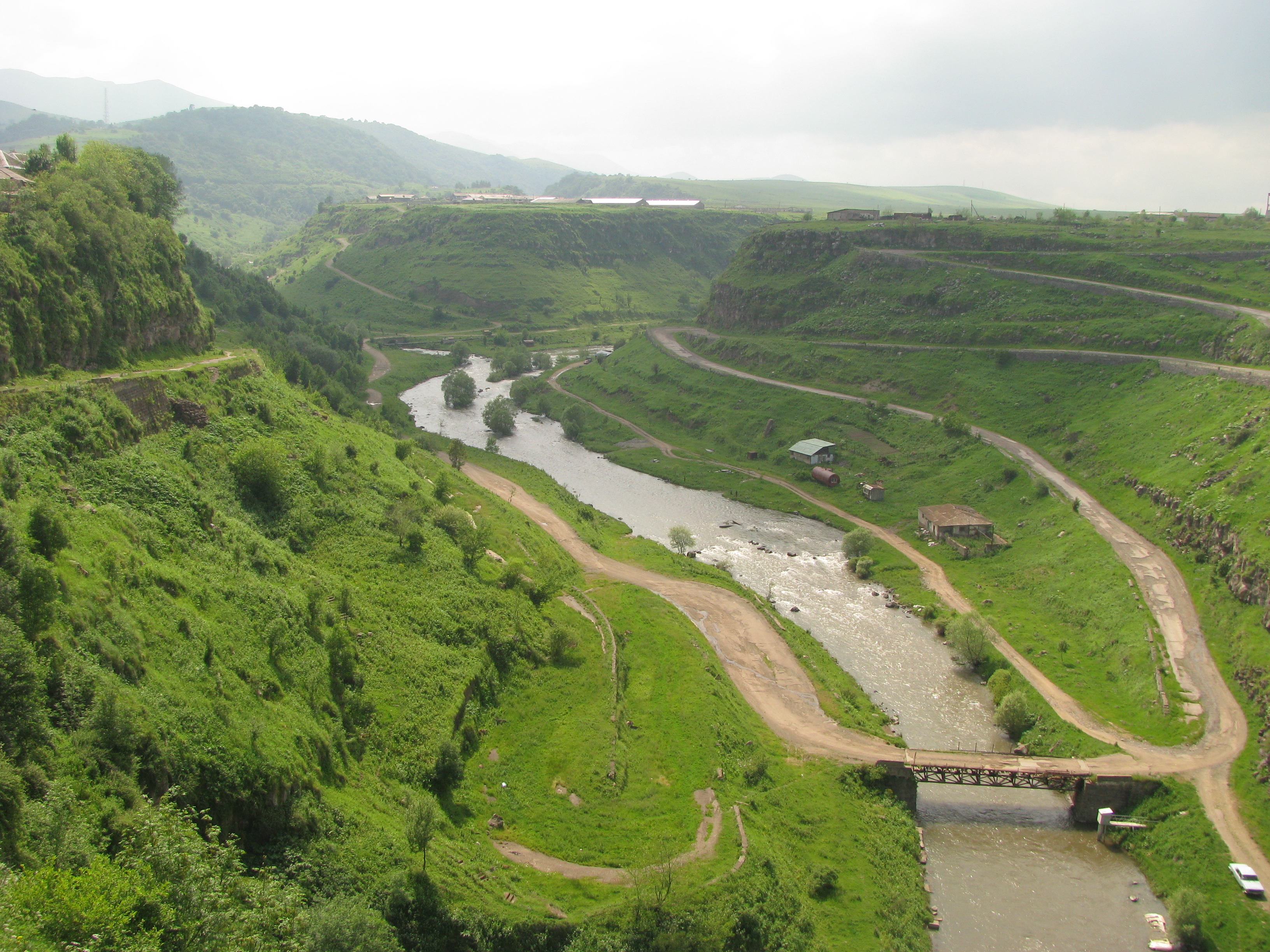
استپاناوان
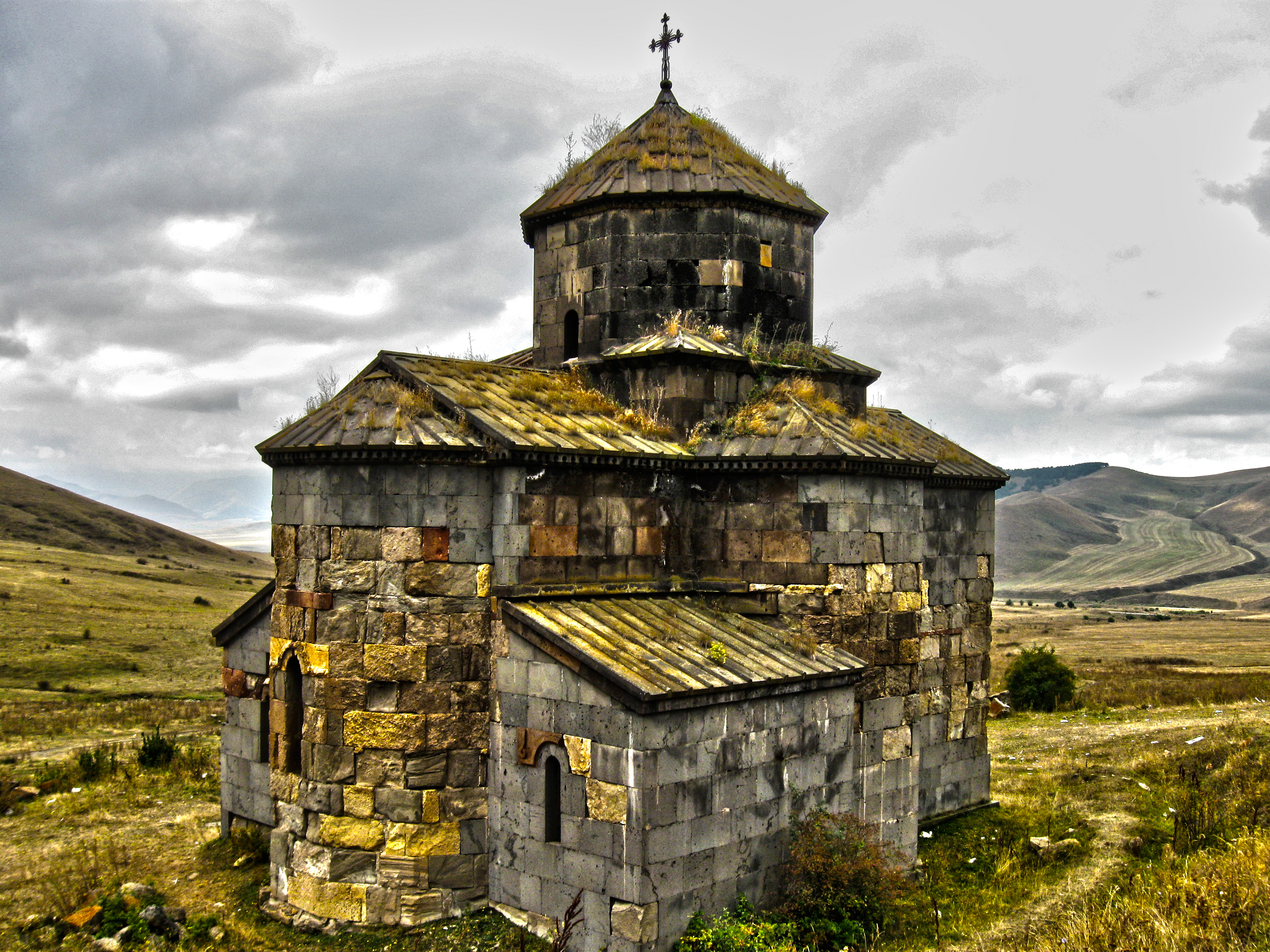
Դորբատավանք
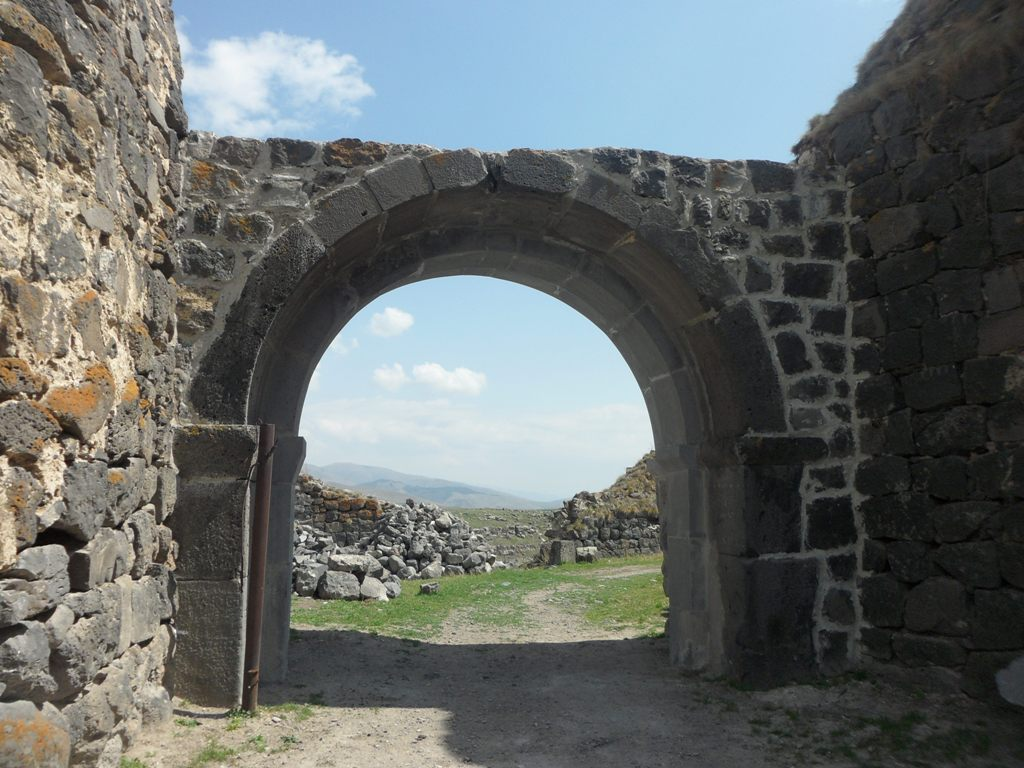
لوری برد (قلعه)
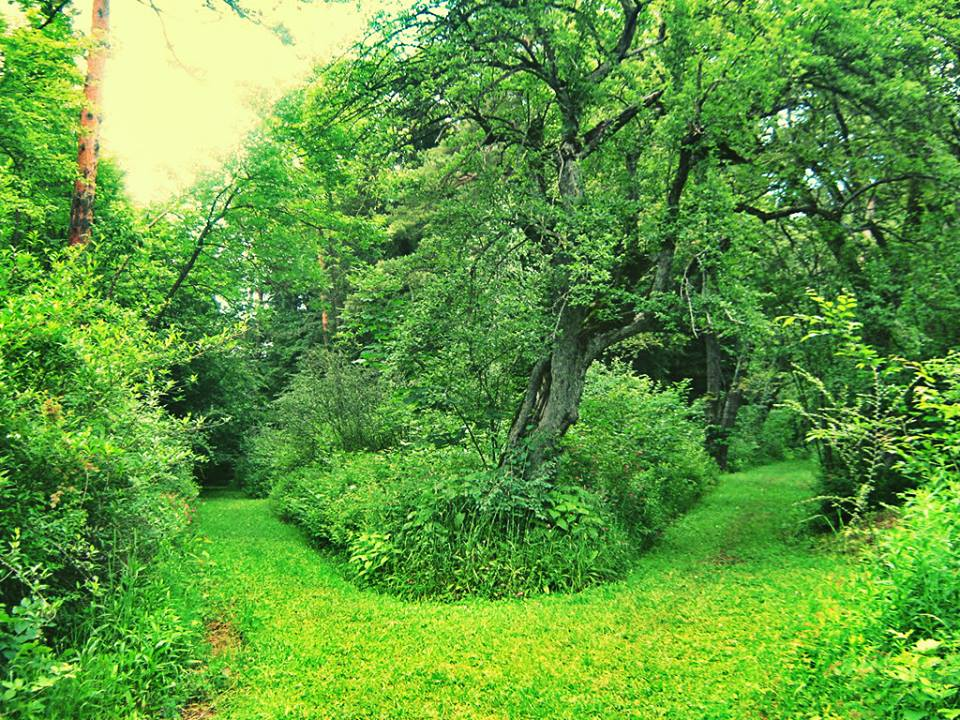
دندروپارک استپاناوان
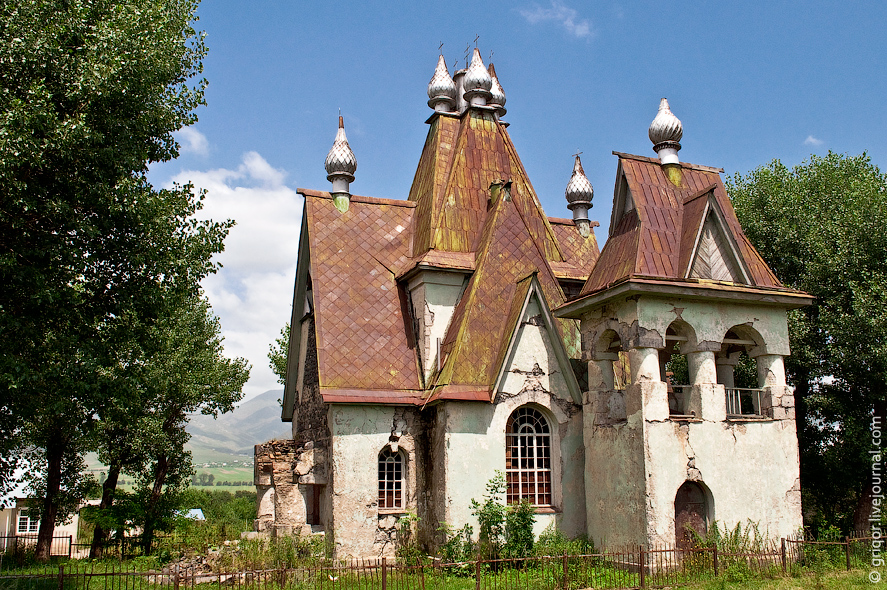
Ամրակիցի ռուսական եկեղեցի
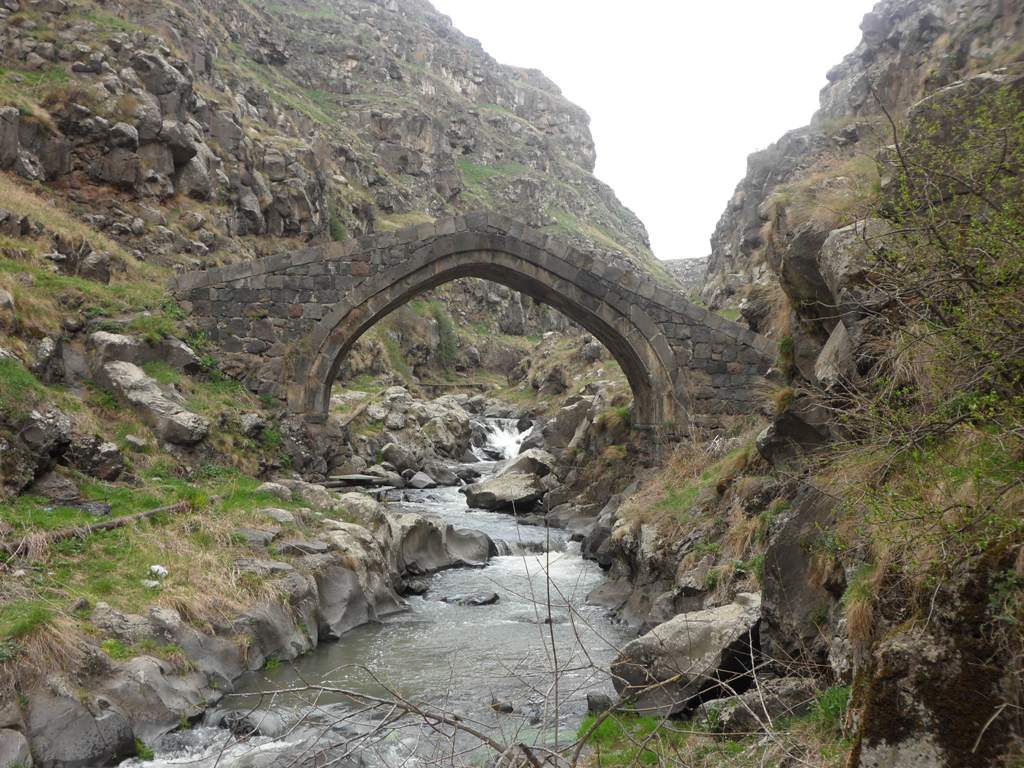
Լոռի բերդի կամուրջ